# Peter Diamond (Schauspieler)
Peter Diamond (* 10. August 1929; † 27. März 2004) war ein britischer Schauspieler und Stuntman. Er trat in über eintausend Film- und Fernsehproduktionen als Stuntman und Kampf-Trainer auf. Zudem bildete Diamond Stuntmen an der Royal Academy of Dramatic Art aus.

## Leben
In dem 1966 erschienenen Thriller Der Puppenmörder von Freddie Francis hatte er eine kleine Rolle als Schrotthändler. Seine bekannteste Filmrolle war die von einem der Sandleute, die Luke Skywalker in Krieg der Sterne (1977), dem ersten Teil der Star-Wars-Filmreihe, angriffen. Diamond arbeitete auch bei den anderen Star-Wars-Filmen der ersten Trilogie – Das Imperium schlägt zurück (1980) und Die Rückkehr der Jedi-Ritter (1983) – mit.
Bekannte andere Filmproduktionen, in denen Diamond als Stuntman mitwirkte, waren American Werewolf (1981), Jäger des verlorenen Schatzes (1981) und Highlander – Es kann nur einen geben (1986), in der er in der Rolle des Iman Fasil auch schauspielerisch tätig war und als erster Unsterblicher seinen Kopf verlor. Diamond trat zudem mehrmals als Schauspieler und Stuntman in der Fernsehserie Doctor Who auf.
Diamond starb an einem Herzinfarkt.

## Filmografie (Auswahl)
- 1955: Mai 1943 – Die Zerstörung der Talsperren (The Dam Busters)
- 1961: Sir Francis Drake – Der Pirat der Königin (Sir Francis Drake, Fernsehserie, 5 Folgen)
- 1963–1964: Simon Templar (The Saint, Fernsehserie, 2 Folgen)
- 1964–1968 Task Force Police (Z-Cars, Fernsehserie, 1 Folge)
- 1965–1966: Mit Schirm, Charme und Melone (The Avengers, Fernsehserie, 2 Folgen)
- 1965–1969: Doctor Who (Fernsehserie, 14 Folgen)
- 1966: Der Puppenmörder (The Psychopath)
- 1969–1972: Task Force Police (Softly Softly: Task Force, Fernsehserie, 2 Folgen)
- 1971: Paul Temple (Fernsehserie, 1 Folge)
- 1977: Poldark (Fernsehserie, 4 Folgen)
- 1983: Insel der Piraten (Nate and Hayes)
- 1986: Highlander – Es kann nur einen geben (Highlander)
- 1990: Zorro – Der schwarze Rächer (Zorro, Fernsehserie, 2 Folgen)
- 1993: Highlander (Fernsehserie, 1 Folge)
- 1993: Jeeves and Wooster – Herr und Meister (Jeeves and Wooster, Fernsehserie, 1 Folge)
- 1995: Heartbeat (Fernsehserie, 1 Folge)